# Ioan Bunus

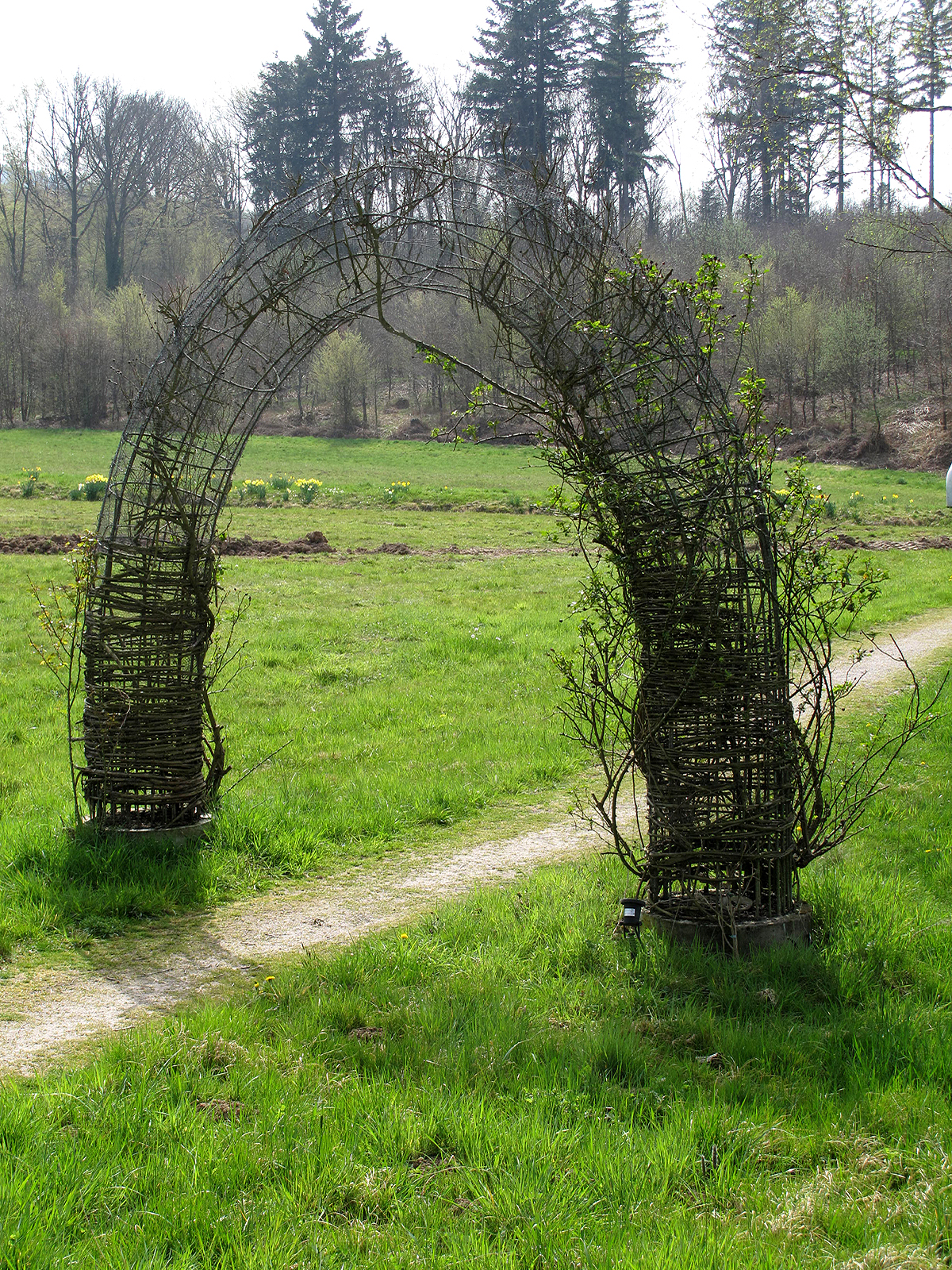
Ioan Bunus: „Gartentor zum Jahr 2000“ (berankte Metallkonstruktion, 1999), Skulpturenpark Durbach

Ioan Bunus (geboren 1952 in Reghin, Rumänien) ist ein rumänisch-deutscher bildender Künstler.

## Leben
Bunus wurde im nordsiebenbürgischen Reghin (Sächsisch-Regen) geboren. 1973–1978 studierte er an der Hochschule für Bildende Kunst Ion Andreescu in Cluj (Klausenburg), 1978–1982 versah er ebenda einen Lehrauftrag für Druckgrafik. 1982 übersiedelte Bunus nach Karlsruhe. Ab 1984 folgten Aufenthalte in Italien und Frankreich. 1989 arbeitete er als Artiste-visiteur im Kunstzentrum Usine éphémère, Paris. Seit 2012 lebt und arbeitet Bunus in einem Atelierhaus in Forbach, aber auch in Karlsruhe und Meaux.

## Werk
„Das Werk von Ioan Bunus ist im Rahmen jener großen künstlerischen Bewegung nach dem Zweiten Weltkrieg zu sehen, die in Europa nach der sie prägenden Schule von Paris als Informel bezeichnet wird. Im Gegensatz zum klassischen Informel, dessen Schlüsselwort Spontaneität ist, erfolgt der Schaffensprozess bei Bunus eher in einem bedächtigen Voranschreiten als in einer heftigen Entladung, eine Vorgehensweise, die sich aus seinem Temperament ergeben mag. Die informelle Gestik ist bei ihm zu lyrischer Abstraktion weiterentwickelt.“

Der Künstler war u. a. an folgenden Gruppenausstellungen beteiligt:
- 1981, 1988 und 1991: Internationale Triennale der Zeichnung, Wrocław (Breslau)
- 1981 und 1991: Medium I und II, Sfântu Gheorghe
- 1982: Internationale Jugendtriennale der Zeichnung, Nürnberg
- 1982 und 1988: Internationale Biennale der Originalzeichnung, Rijeka
- 1984: International Exhibition of Mail Art, Tokyo Metropolitan Art Museum; Mail Art, Wiener Secession
- 1985: Klub der jungen Künstler, Budapest; „The scroll unrolls“ (Mail Art), En Hod; Friedensbiennale, Hamburger Kunsthalle;  International Independent Exhibition of Prints, Kanagawa
- 1986: Salon de la jeune peinture d’Angers; Hommage à 1956, Neuilly-sur-Seine
- 1987: Cleveland International Drawing Biennale
- 1988: Art of Today, Budapest; Biennale der europäischen Grafik, Heidelberg
- 2006: Common Space, Ernst Museum, Budapest[5]
- 2012/2013: Romanian Artists Abroad / The Last 70 Years, Galerie Emilia Suciu, Ettlingen[6][7]
- 2021: Progetto internazionale  di  arte  postale, Guardamiglio[8]

Hinzu kommen Einzelausstellungen in den Galerien Hilbur (Karlsruhe 1985), Emilia Suciu (Karlsruhe 1988 und 1991, Ettlingen 1998), Lavignes-Bastille (Paris 1990), Asteion (Tokio 1991) und Rodolphe Janssen (Brüssel 1992), im Haus der Künste (Pécs 1995), am Europäischen Gerichtshof (Luxemburg 1997), in der Galerie Raphael (Frankfurt am Main 1998), im Verwaltungsgebäude Raschig (Ludwigshafen 1998) und in der Budapest Gallery (Budapest 2014).
1980 erhielt Bunus den Grafikpreis des Rumänischen Künstlerverbandes, 1987 einen Anerkennungspreis im kölnischen Kunstwettbewerb „Das Rundbild als Aktionsfeld“. Für den Skulpturenpark Durbach schuf er – im Rahmen des Bildhauersymposions 1999 – ein „Gartentor zum Jahr 2000“.

## Veröffentlichungen
- Ioan Bunus: A pori aperti. Disegni. Rimini 1988.[1][10]
- Young-Houn Moun: Die Blume der Unendlichkeit. Gedichte. Übersetzt von Sara Tanzmeister und Barbara Kluger. Mit Illustrationen von Zong-Dé An und Ioan Bunus. Aumeyer, Munderfing 2003, ISBN 3-9500788-6-X.